# Гурбанов, Орхан Башир оглы
Орхан Башир оглы Гурбанов (азерб. Qurbanov Orxan Bəşir oğlu; род. 14 октября 1995, Баку, Азербайджанская ССР) — азербайджанский боец смешанных единоборств. Трёхкратный чемпион мира, шестикратный призёр чемпионатов Европы, многократный победитель и призёр международных турниров по универсальному бою.

## Биография
Орхан Гурбанов родился 14 октября 1990 года в Баку. С 1996 по 2007 года обучался в средней образовательной школе №54 города Баку. С 2007 по 2011 года был студентом факультета туризма и социально-культурного сервиса Гянджинского филиала Азербайджанского технологического университета. В 2011-2012 годах проходил воинскую службу в рядах вооружённых сил Азербайджана.

## Спортивная карьера
В возрасте 9 лет начал заниматься карате. В 12 лет перешёл в дзюдо, которым занимался в спортивном клубе «Динамо» до 18 лет. Во время учебы в университете, в 18-летнем возрасте, начал увлекаться универсальными боями. Занимается в «Клубе универсальных боев» Федерации универсальных боев Азербайджана, находящемся на территории республиканского стадиона имени Тофика Бахрамова в Баку. Главным тренером спортсмена является Эльшан Исмайлов, тренерами - Назим Гусейнов и Сахлиман Агаев.
В 2013 году получил звание мастера спорта Азербайджана. 25 ноября 2013 года журнал «На пути к Олимпу» (азерб. «Olimpə Doğru») выбрал Орхана Гурбанова «Самым техничным спортсменом года» в разделе «смешанных боевых искусств».

## Достижения

### Чемпионаты мира
| № | Дата               | Место           | Соревнование                        | Версия                      | Вес   | Место   |
| - | ------------------ | --------------- | ----------------------------------- | --------------------------- | ----- | ------- |
| 1 | 11-14 ноября 2013  | Медынь, Россия  | Чемпионат мира                      | Универсальный бой (light)   | 70 кг | Золото  |
| 2 | 24-28 октября 2014 | Стамбул, Турция | 4-й мировой универсальный фестиваль | Универсальный бой (classic) | 70 кг | Золото  |
| 3 | 10-13 ноября 2014  | Медынь, Россия  | Чемпионат мира                      | Универсальный бой (light)   | 70 кг | Золото  |
| 4 | 16-19 ноября 2015  | Медынь, Россия  | Чемпионат мира                      | Универсальный бой (light)   | 70 кг | Серебро |

### Чемпионаты Европы
| № | Дата                | Место              | Соревнование     | Версия                      | Вес   | Место   |
| - | ------------------- | ------------------ | ---------------- | --------------------------- | ----- | ------- |
| 1 | 19-22 декабря 2010  | Баку, Азербайджан  | Чемпионат Европы | Универсальный бой (light)   | 65 кг | Бронза  |
| 2 | 27-28 сентября 2011 | Рязань, Россия     | Чемпионат Европы | Универсальный бой (light)   | 70 кг | Бронза  |
| 3 | 26 июня 2013        | Ильичевск, Украина | Чемпионат Европы | Универсальный бой (light)   | 70 кг | Серебро |
| 4 | 29 июня 2013        | Ильичевск, Украина | Чемпионат Европы | Универсальный бой (classic) | 70 кг | Серебро |
| 5 | 23-25 июля 2015     | Ильичевск, Украина | Чемпионат Европы | Универсальный бой (light)   | 70 кг | Бронза  |
| 6 | 26-28 июля 2015     | Ильичевск, Украина | Чемпионат Европы | Универсальный бой (classic) | 70 кг | Серебро |

### Международный турнир имени Гейдара Алиева
| № | Дата              | Место              | Соревнование                     | Версия            | Вес   | Место  |
| - | ----------------- | ------------------ | -------------------------------- | ----------------- | ----- | ------ |
| 1 | 13-15 мая 2011    | Гусар, Азербайджан | Межд.турнир имени Гейдара Алиева | Универсальный бой | 60 кг | Золото |
| 2 | 6-10 мая 2013     | Гусар, Азербайджан | Межд.турнир имени Гейдара Алиева | Универсальный бой | 70 кг | Золото |
| 3 | 23-25 апреля 2015 | Агдам, Азербайджан | Межд.турнир имени Гейдара Алиева | Универсальный бой | 70 кг | Золото |

## Профессиональные бои
| № | Дата       | Место             | Соперник / Страна | Версия            | Вес   | Итог      |
| - | ---------- | ----------------- | ----------------- | ----------------- | ----- | --------- |
| 1 | 8 мая 2016 | Баку, Азербайджан | / Грузия          | Универсальный бой | 70 кг | поражение |